# Marco Emilio Lépido (cónsul 187 a. C.)
Marco Emilio Lépido (en latín: Marcus Aemilius M. f. M. n. Lepidus), hijo del pretor del año 218 a. C. del mismo nombre (c. 230 a. C.-152 a. C.), fue un político y militar romano del siglo II a. C. La ciudad de Regium Lepidi (Reggio Emilia), tomó su nombre.

## Juventud
Fue quizá el Lépido de quien se dice que sirvió en el ejército cuando todavía era un  niño (puer), y de haber matado a un enemigo, salvando la vida de un ciudadano. Este evento está consignado en una moneda de la gens Emilia: lleva en el anverso una cabeza de mujer, y en el reverso un jinete, con la leyenda M. LEPIDUS AN. XV. PR. H. O. C. S., es decir, M. Lepidus annorum xv. praetextatus hostem occidit, civem servavit.

## Actividad política
Fue uno de los embajadores enviados por los romanos en 201 a. C. a la corte egipcia, que entonces era una firme aliada de la República, la cual había solicitado el envío de un dignatario para administrar el país durante la minoría de edad de Ptolomeo V Epífanes, y aun siendo el más joven de los tres enviados parece que fue el que ejerció más influencia y se habla como tutor (como si fuera único) del rey; y es posible que permaneciera en Egipto como tutor mientras sus colegas volvieron a Roma.
También fue enviado, en el año 200 a. C., como embajador único a Filipo V de Macedonia que por haber iniciado el asedio de Abydos se enfrentaba a los romanos, hecho que precedió a la segunda guerra macedónica.
No se sabe cuánto tiempo estuvo en Egipto, pero en el año 199 a. C. fue elegido en Roma como uno de los pontífices y se debe suponer que para la elección volvió a Roma, aunque quizá después retornó a Egipto.

## Primer Consulado
En 192 a. C. fue edil curul, en 191 a. C. pretor con Sicilia como provincia, y en 187 a. C. cónsul (después de haber perdido antes dos comicios). Junto con su colega consular Cayo Flaminio obtuvo la victoria sobre los ligures, que amenazaban Etruria y la Galia Cisalpina.
Una vez sometido este pueblo, desde 187 hasta 185 a. C. construyó la Vía Emilia, entre Placentia (Piacenza) y Ariminum (Rímini), a lo largo de la cual se fundaron las colonias de Parma y Módena.

## Actividad como censor
En 180 a. C. fue nombrado Pontífice Máximo y en 179 a. C. censor junto con Marco Fulvio Nobilior.
Fue el constructor del primer teatro romano, en el Campo de Marte, y junto con su colega M. Fulvio, de la Basílica Emilia en el Foro. También comenzó las obras del tercer acueducto de Roma, que no pudo terminar por la oposición de Marco Licinio Craso ya que éste no dejó atravesar sus posesiones.

## Segundo Consulado
En 175 a. C. fue cónsul por segunda vez. Seis veces los censores lo nombraron Princeps Senatus. Murió en 152 a. C.
A juzgar por las estrictas órdenes que dio a sus hijos de enterrarlo de una manera simple y sin lujos, podemos concluir que pertenecía al partido de los nobles romanos que se oponían a los refinados, y a veces extravagantes hábitos que los Escipiones y sus amigos estaban introduciendo en Roma.
Este Lépido dejó varios hijos, pero podemos suponer que, o bien Marco Emilio Lépido Porcina, que fue cónsul en 137 a. C., o el Marco Emilio Lépido, que fue cónsul en 126 a. C., son sus hijos, especialmente porque Tito Livio menciona a uno de sus hijos, M. Lépido, como tribuno de los soldados en el año 190 a. C.. El segundo, por lo tanto, puede considerar como uno de sus nietos.